# Bonos de impacto social
Los bonos de impacto social (BIS por sus siglas) o bonos sociales, son instrumentos financieros destinados a la solución de problemas sociales o de un grupo específico de ciudadanos a los que, habitualmente, los estados no pueden hacer frente con recursos económicos propios.
Según la ICMA, pueden contribuir a la mitigación de desafíos actuales como el acceso o la construcción de infraestructura básica asequible, acceso a servicios esenciales como educación o sanidad, vivienda, generación de empleo, seguridad agroalimentaria o avance socioeconómico, entre otros. Se instrumentan a través de un contrato de servicios entre una administración pública y un agente proveedor del servicio, que recibe un retorno condicionado por la consecución de determinados objetivos, por lo que no es exactamente un bono. El compromiso de los gobiernos de pagar según resultados, incentiva la participación de inversores privados en la financiación de los distintos programas.

## Historia
En 1988, el economista neozelandés Ronnie Horesh, esbozó una primera idea de estos instrumentos a los que llamó “bonos de política social”, que posteriormente, ante la necesidad de ahorrar dinero al sector público mediante la prevención de problemas sociales y de salud, fue promovida y ampliada por organismos y grupos de personas.
El primer bono se emitió en 2010 en Reino Unido, cuando Social Finance Ltd y el Ministerio de Justicia crearon un Bono de Impacto Social para la captación de recursos que hicieran frente al problema de la reincidencia carcelaria en la juventud. Como prueba piloto para desarrollar esta iniciativa, se eligió la cárcel de Peterborough, al norte de Londres, en la que trataron de lograr que 2.000 prisioneros que cumplieron una condena de menos de un año no volvieran a caer en el delito tras su liberación. Para su consecución, el gobierno británico propuso pagar los bonos solo si se alcanzaba una reducción de, al menos, un 7,5% en la tasa de reincidencia. Finalmente, la tasa de reincidencia llegó a reducirse en un 8,39%.

#### España
En 2015, el Instituto de Crédito Oficial publicó su primer marco de bono social, enfocado en crear y mantener el empleo. Desde la fecha hasta 2022, contribuyó a la financiación de 53.600 proyectos. En marzo de 2018, la institución publicó un informe de medición del impacto de esta primera emisión de bono social.
En septiembre de 2017, el ICO emitió un bono social por valor de 500 millones de coronas suecas, siendo la primera emisión de bono social realizada en esta moneda. Los recursos captados como resultado de estas transacciones fueron destinados a la financiación de empresas situadas en comunidades autónomas con un PIB inferior a la media española. Desde entonces, y hasta 2022, la institución emitió un total de ocho bonos sociales, ampliando además el foco a contribuir a otras necesidades sociales como la despoblación de la "España vaciada”, consecuencias de desastres naturales, vivienda social, salud pública o la creación o mantenimiento de infraestructuras básicas.

#### Europa
En octubre de 2020, la Comisión Europea emitió el bono ‘SURE’ de la Unión Europea, en forma de bonos sociales, con el objetivo de proteger el empleo y a los trabajadores de las consecuencias de la pandemia por COVID-19. Los Estados miembros beneficiarios recibieron los fondos recaudados a través de préstamos, para contribuir a cubrir los costes relacionados con los mecanismos nacionales puestos en marcha en respuesta a la pandemia, como la reducción temporal de la jornada laboral. Dicha iniciativa planteaba alcanzar un máximo de 100.000 millones de euros de inversión.

#### Chile
En 2021, en el marco del ‘plan de financiación 2021’, Chile emitió bonos sociales por valor de 1.300 millones de dólares. En dicha operación, participaron inversores nacionales y extranjeros, y obtuvo una demanda de 3.710 millones de dólares, lo que supuso 2,9 veces el presupuesto adjudicado.

#### Colombia, México y Perú
En Colombia, a partir de 2018, las entidades financieras a través de la bolsa de valores del país, emitieron bonos sociales por valor de 2,1 billones de dólares destinados, entre otras causas, a financiar empresas lideradas por mujeres y negocios inclusivos en zonas rurales; promover la inclusión financiera de personas con ingresos inferiores a dos salarios mínimos mensuales sin posibilidad de acceso al sistema financiero; o para dotar al país de infraestructura 4G.
En octubre de 2020, México emitió el primer bono nacional con perspectiva de género, enfocado a la financiación de negocios de mujeres emprendedoras en áreas rurales. Logró 3.000 millones de pesos, con una demanda cuatro veces superior al valor ofertado.
En 2020, Perú emitió un bono social por valor de 3.000 millones de dólares, destinado a financiar programas de acceso a la salud, bienes de primera necesidad o desarrollo de servicios básicos e infraestructuras para luchar contra el avance de la COVID-19. En 2021, el país emitió su primer bono social en euros, por un valor de 1.000 millones. En este caso, la financiación se destinó al apoyo de personas en situación de vulnerabilidad, acceso a vivienda, servicios de salud y educativos; así como a pymes y programas para paliar el desempleo.

## Principios
En 2017, la Asociación Internacional de Mercados Capitales (ICMA, por sus siglas en inglés), que agrupa a las instituciones financieras con presencia alrededor del mundo, publicó la ‘Social Bond Principles’ (SPB, por sus siglas en inglés), una guía de procedimientos que recomienda transparencia, información clara por parte de los emisores para que los agentes involucrados entiendan las características de cualquier bono social emitido, y promueve la integridad en el desarrollo del mercado de Bonos Sociales. De esta manera, sirve como orientación a inversores y a entidades intermediarias, y establece recomendaciones para facilitar la intervención de todos ellos alrededor de cuatro pilares fundamentales:
- El uso de los fondos, que deben destinarse a financiar proyectos sociales en pos de la mitigación o el abordaje de problemas sociales concretos, con beneficios claros y concretos.
- Evaluación y selección de proyectos, que apela a los emisores de bonos sociales a comunicar de forma clara a los inversores a qué objetivo social se destina, cómo se determina que el proyecto encaja dentro de las categorías designadas, los criterios de elegibilidad y de exclusión.
- Gestión de los fondos, que establece un marco para el tratamiento de los fondos netos obtenidos.
- Publicación de informes, que establece criterios de difusión de la información relativa al uso de los fondos, progreso de los proyectos y consecución de objetivos.